# 하마와키정
하마와키정 (하마와키마치)(浜脇町)은 오이타현 하야미군에 있던 정이다. 현재의 벳푸시에 해당한다.

## 역사
- 1889년 4월 1일 - 정촌제 시행에 의해 하야미군 하마와키촌이 성립하였다.
- 1893년 4월 18일 - 정으로 승격해 하마와키정이 되었다.
- 1906년 4월 1일 - 벳푸정과 합병해 새로운 벳푸정이 성립하여, 동일 하마와키정은 폐지되었다.

## 교통

### 철도
- 철도성
  - 닛포 본선

## 참고문헌
- 角川日本地名大辞典 44 大分県
- 『市町村名変遷辞典』東京堂出版、1990年。